# سايلو ملك أشتوريش
سيلو أو شيلون أو سايلو (توفي .783) هو ملك أشتوريش السادس منذ 774-783، وصل إلى العرش بعد زواجه من أدوسيندا ابنة ألفونسو الأول ملك أشتوريش، نقل العاصمة من كانغاس دي أونيس إلى برافيا،  كان معاصراً لـ عبد الرحمن الداخل أمير قرطبة وشارلمان.
انتخب ملكاً بعد وفاة أوريليو كان نادراً ما يتم انتخاب زوج ابنة، ورغم ذلك حدث من قبل بالنسبة لـ ألفونسو الأول ملك أشتوريش الذي كان هو الأخر زوج إرميسيندا ابنة بيلايو الذي انتخب ملكاً بعد وفاة شقيقها فافيلا.
أبقى سايلو الصلح مع المسلمين بحيث أشار «هذا من أجل والدتي»؛ أثرت هذا العبارة جدلاً كبيراً في أوساط المؤرخين لاحقاً، بحيثُ اعتبروا أن أمه ربما تكون مسلمة، أو أنها كانت رهينة في يد عبد الرحمن الداخل، وأيضا كان معاصراً للتوغلات شارلمان في شرق إسبانيا في 778 بحيث قام باحتلال بعض المناطق وضمها إلى إمبراطوريته الكبيرة، وأيضا حملة عبد الرحمن الداخل 781 على نهر إبرة بحيث تمكن من القضاء نسبياً على الغزو الفرنسي، وفي مملكته أعلنت جليقية التمرد مرة أخرى، ومع ذلك قام بإنشاء الجيش والقضاء على التمرد.
بعد وفاته قامت أرملته أدوسيندا بضغط على النبلاء على انتخاب ابن شقيقها ألفونسو، ومع ذلك تم انقلاب عليها وعلى ابن أخيها من قبل أخيها الغير شقيق موريجاتو، بحيث أزاح ابن أخيه نحو ألافا، في حين سجن أخته في دير سان خوان في برافيا حيث عاشت ما تبقى من حياتها هناك.